# Eenie Meenie
Eenie Meenie è un singolo del cantante giamaicano Sean Kingston, interpretato in duetto con il cantante canadese Justin Bieber.
La canzone è stata scritta da Kingston, Bieber, Carlos Battey, Steven Battey, Benny Blanco, Marcos Palacios, Benjamin Levin e Ernest Clark, ed è stata prodotta da Blanco. È stata pubblicata come primo singolo estratto dal terzo album di Kingston ed è stato anche incluso nell'album di Bieber My World 2.0.

## Tracce
Promo - Digital Epic Sony
1. Eenie Meenie - 3:22

CD-Single Epic 88697 720482 (Sony) / EAN 0886977204821
1. Eenie Meenie (Album Version) - 3:22
2. Eenie Meenie (Sean Kingston Version) - 3:22

## Classifiche
| Classifica (2010) | Posizione più alta |
| ----------------- | ------------------ |
| Australia         | 11                 |
| Austria           | 64                 |
| Svizzera          | 74                 |
| Paesi Bassi       | 95                 |
| Belgio (Fiandre)  | 47                 |
| Belgio (Vallonia) | 4                  |
| Canada            | 14                 |
| Germania          | 60                 |
| Svezia            | 52                 |
| Nuova Zelanda     | 5                  |
| Regno Unito       | 9                  |
| Billboard Hot 100 | 15                 |